# غشای مهبلی

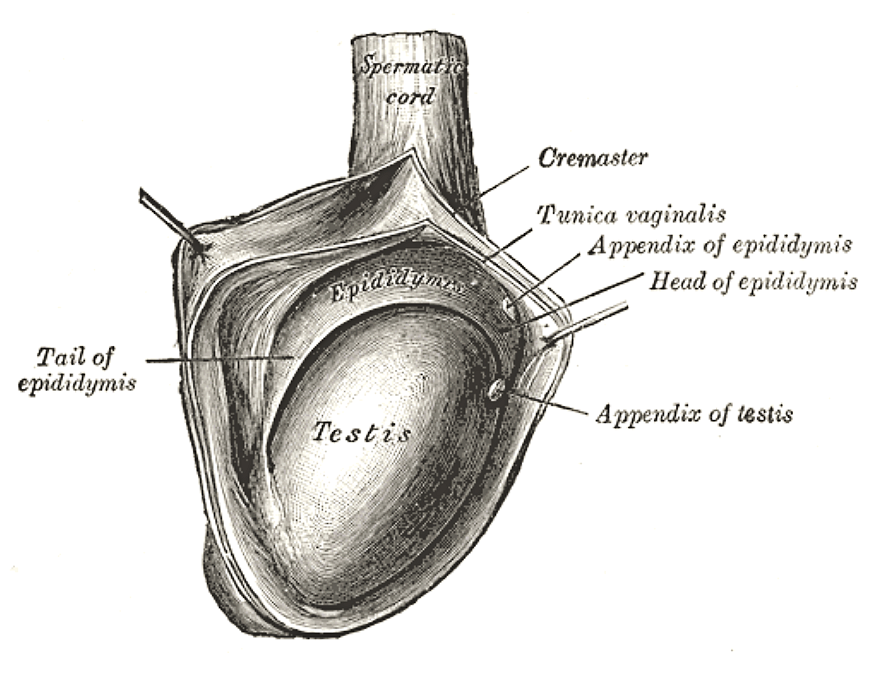
بیضه راست در حالیکه نیام‌شامۀ آن بریده و باز شده‌است.

نیام‌شامه یا پوشش مهبلی یا پوشش واژینالیس (Tunica vaginalis) پردۀ پوشاننده سطح درونی کیسهٔ بیضه در نزدیکی بیضه‌ها است. این پرده دنبالۀ لایهٔ پوشانندهٔ دیوارهٔ شکم است که از کانال مغبنی گذشته و به کیسهٔ بیضه کشیده می‌شود.
پوشش بیضه‌ها از بیرون به درون شامل نیام‌شامه هم می‌شود که از صفاق سرچشمه می‌گیرد. در بیضه‌ها یک رشته لوله‌های درهم‌پیچیده که لولیچه‌های منی‌ساز نام دارد و در میان آنها یاخته‌های بینابینی یا لیدیگ (Leydig cells) قرار دارد تشکیل شده‌ است. لولیچه‌های منی‌ساز، اسپرم‌زایی را انجام می‌دهد و به یک رشته مجرا به نام مجاری آوران ختم می‌شود که در واقع اسپرماتوزوئیدی که تشکیل شد را جمع‌آوری می‌کند و وارد اپیدیدیم می‌کند. 
اپیدیدیم در ناحیهٔ خلفی جانبی بیضه قرار دارد و به رنگ زرد است و از سه بخش تشکیل شده است:
۱ - سر: که از قسمت سر اپیدیدیم با مجرای آوران تماس دارد.
۲ - تنه
۳ - دم

## نگارخانه
